# DeAndre Liggins
DeAndre Desmond Liggins (Chicago, 31 de março de 1988) é um jogador norte-americano de basquete profissional que atualmente joga pelo Milwaukee Bucks  disputando a National Basketball Association (NBA). Foi draftado em 2011 na segunda rodada pelo Orlando Magic.